# Kunigundenberg
Der Kunigundenberg ist ein kleiner Berg innerhalb der Grenzen der Stadt Lauf an der Pegnitz.

## Beschreibung
Der 383 m ü. NHN hohe Berg liegt etwas außerhalb der engeren städtischen Bebauung, etwa 1 Kilometer nördlich der Laufer Altstadt.
Auf seinem Gipfel befand sich u. a. eine Gaststätte, die vor einigen Jahren geschlossen und als Flüchtlingsunterkunft genutzt wurde. Zwischenzeitlich wurde die Gaststätte abgerissen.
Ebenfalls auf dem Gipfel befindet sich ein Biergarten mit lokalen fränkischen Bieren, warmen Speisen. In unregelmäßigen Abständen finden dort auch Veranstaltungen (Konzerte etc.) statt.
Für Kinder steht ein Spielplatz bereit.

## Kunigundenkirche

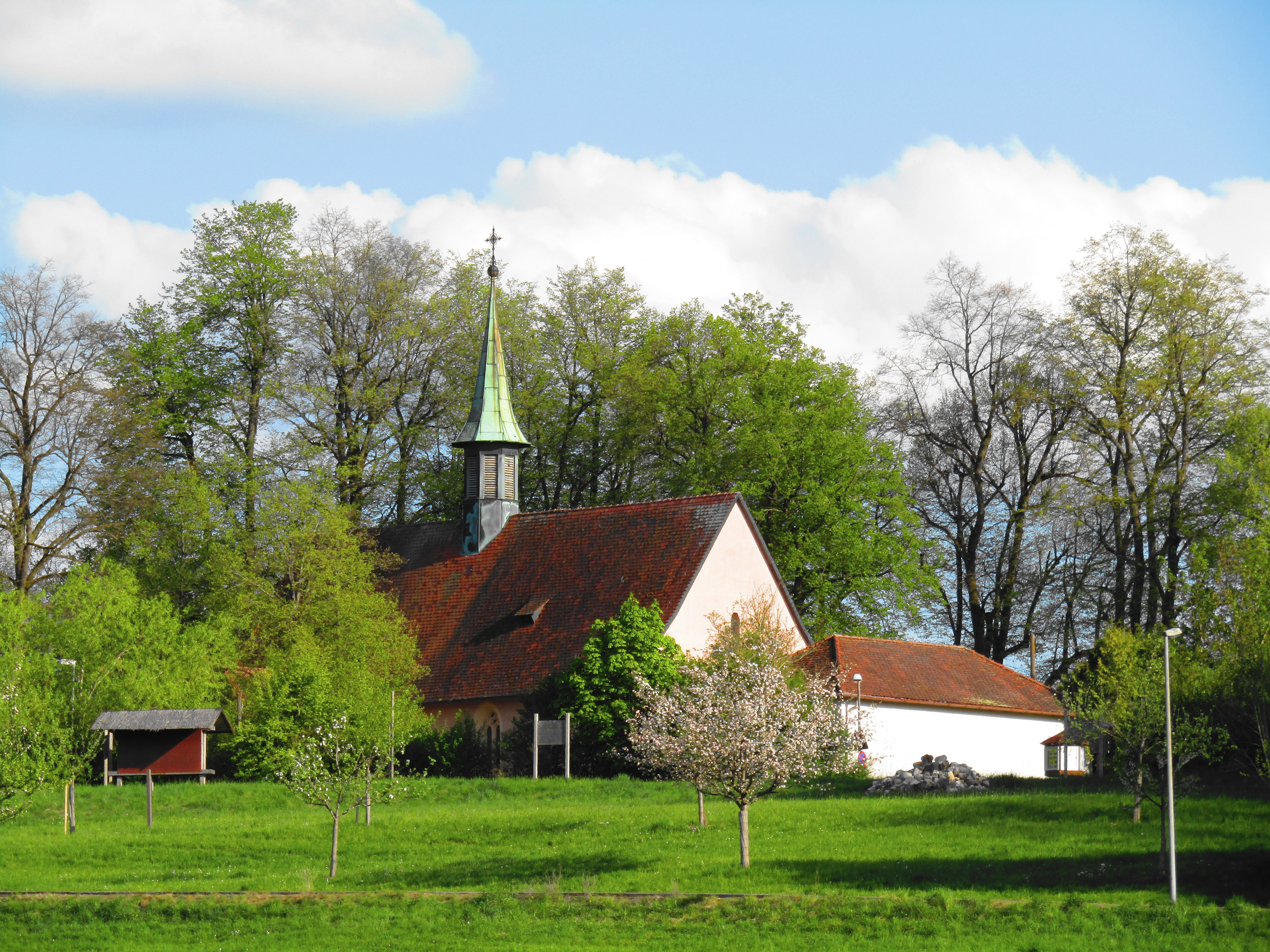
Die Kunigundenkirche

Das älteste und wichtigste Bauwerk auf dem Berg ist ein mittelalterlicher Sakralbau, die Kunigundenkirche. Dieser einschiffige Sandsteinbau wurde vermutlich im späten 15. Jahrhundert errichtet. Die Bezeichnung der Kirche geht auf die im Jahr 1200 heiliggesprochene Kaiserin Kunigunde von Luxemburg zurück, die die Ehefrau des römisch-deutschen Kaisers Heinrich II. war. Sie ist die Bistumsheilige des Erzbistums Bamberg und wurde zur Namenspatronin des Bauwerks (und damit auch des Berges), da dieses im Gebiet des Erzbistums liegt. Auf dem spätgotischen Hochaltar war sie zusammen mit ihrem Ehemann abgebildet. Mit dem gesamten Interieur wurde dieser Altar jedoch 1910 durch die Brandstiftung eines Wahnsinnigen zerstört, durch den die Kirche bis auf die Außenmauern niederbrannte. Zwar wurde diese innerhalb von zwei Jahren wieder aufgebaut, die ursprüngliche Inneneinrichtung aber blieb verloren. Anlässlich einiger Renovierungsarbeiten zum 500-jährigen Bestehen der Kirche wurde festgestellt, dass der Chor baufällig geworden ist. Dieser Schaden ist offensichtlich eine Spätfolge des Brandes. Zur Sicherung wurde eine Stützkonstruktion aus Holz eingezogen, da aus Geldmangel keine sofortige Renovierung möglich wurde. Im Juli 2009 wurde die Kirche nach einjährigen Arbeiten wiederhergestellt. Die Geldmittel für die Renovierung wurden zu einem großen Teil von der Stadt Lauf, der Bevölkerung und ortsansässigen Firmen gespendet.

## Kunigundenfest und Reigenplatz
Bekannt ist der Berg ebenfalls für den dort befindlichen "Reigenplatz" auf dem während des alljährlichen Kunigundenfestes in Lauf eine aufwändige Aufführung der Laufer Schulen stattfindet. Dort endet auch der zugehörige Festzug.